# Mostovskoi
Mostovskoi - Мостовской (rus) és un possiólok del krai de Krasnodar, a Rússia. És centre administratiu del raion de Mostovskoi. Es troba a la vora esquerra del Labà, afluent del riu Kuban. És a 157 km al sud-est de Krasnodar. Davant de Mostovskoi, a l'altra riba del riu, es troba l'stanitsa de Zàssovskaia.
Pertanyen a aquest possiólok els khútors de Vessioli, Vissoki, Pervomaiski, Proletarski i Sadovi.

## Història
La vila fou fundada com al poble de Mostovskoie el 15 de febrer del 1894 sobre l'emplaçament d'un aül els habitants del qual havien emigrat a Turquia. El seu nom té origen en un pont (en rus мост, most) sobre el riu Labà a l'oest del qual es va construir la localitat. El 1900 s'hi construïren dues escoles i el 1904 una església de fusta. Fins al 1920 fou part de l'otdel de Maikop de la província de Kuban.
Després de la Primera Guerra Mundial el poder soviètic s'instaura al poble el 1918, organitzant-se un comitè revolucionari. Després de canviar de mans en la Guerra Civil Russa, el 1920 les tropes blanques són expulsades del lloc. El 1922 fou creat el consell rural. Fou designat centre administratiu del raion entre el 1924 i el 1928 i entre el 1935 i el 1953. El 1930 es completà la col·lectivització de les terres en el kolkhoz Zaveti Illitxà. El desembre del 1936 s'inicià la construcció del ferrocarril Labinsk-Mostovskoi-Xedok.
Durant la Segona Guerra Mundial fou ocupat per la Wehrmacht de l'Alemanya Nazi l'agost del 1942 i alliberat per l'Exèrcit Roig de la Unió Soviètica el febrer del 1943. En la seva retirada, les tropes alemanyes van destruir part de la localitat, les indústries i els serveis, així com el pont sobre el Labà, que van ser posteriorment reconstruïts. En la dècada del 1950 s'hi desenvolupà la indústria fusterera i de construcció. El 1961 va adquirir l'estatus d'assentament de tipus urbà. El 1975 fou novament designat centre administratiu del raion homònim del krai de Krasnodar.

## Demografia
| 1989   | 2002   | 2009   | 2010   | 2014   |
| ------ | ------ | ------ | ------ | ------ |
| 19.348 | 24.866 | 25.478 | 25.075 | 25.023 |

### Composició ètnica
Dels 24.478 habitants que tenia Mostovskoi el 2002 el 93% era d'ètnia russa, el 2,5% eren ucraïnesos, el 0,8% armenis, el 0,7% adigués, el 0,4% belarussos, el 0,4% alemanys, el 0,2% georgians, el 0,2% tàtars, el 0,2% gitanos, el 0,1% grecs i el 0,1% àzeris.